# Zakrzewo (powiat gnieźnieński)
Zakrzewo (niem. Langenwalde) – wieś w Polsce położona w województwie wielkopolskim, w powiecie gnieźnieńskim, w gminie Kłecko. Położona na północ od Lednickiego Parku Krajobrazowego i na południowy zachód od Kłecka.
W latach 1975–1998 miejscowość należała administracyjnie do województwa poznańskiego.
We wsi znajduje się XIX-wieczny pałac dzięki czemu przez miejscowość przebiega szlak pałaców i dworów Powiatu Gnieźnieńskiego.
W Zakrzewie urodził się Tadeusz Skarga-Gaertig (1888–1935), major kawalerii Wojska Polskiego, kawaler Virtuti Militari.

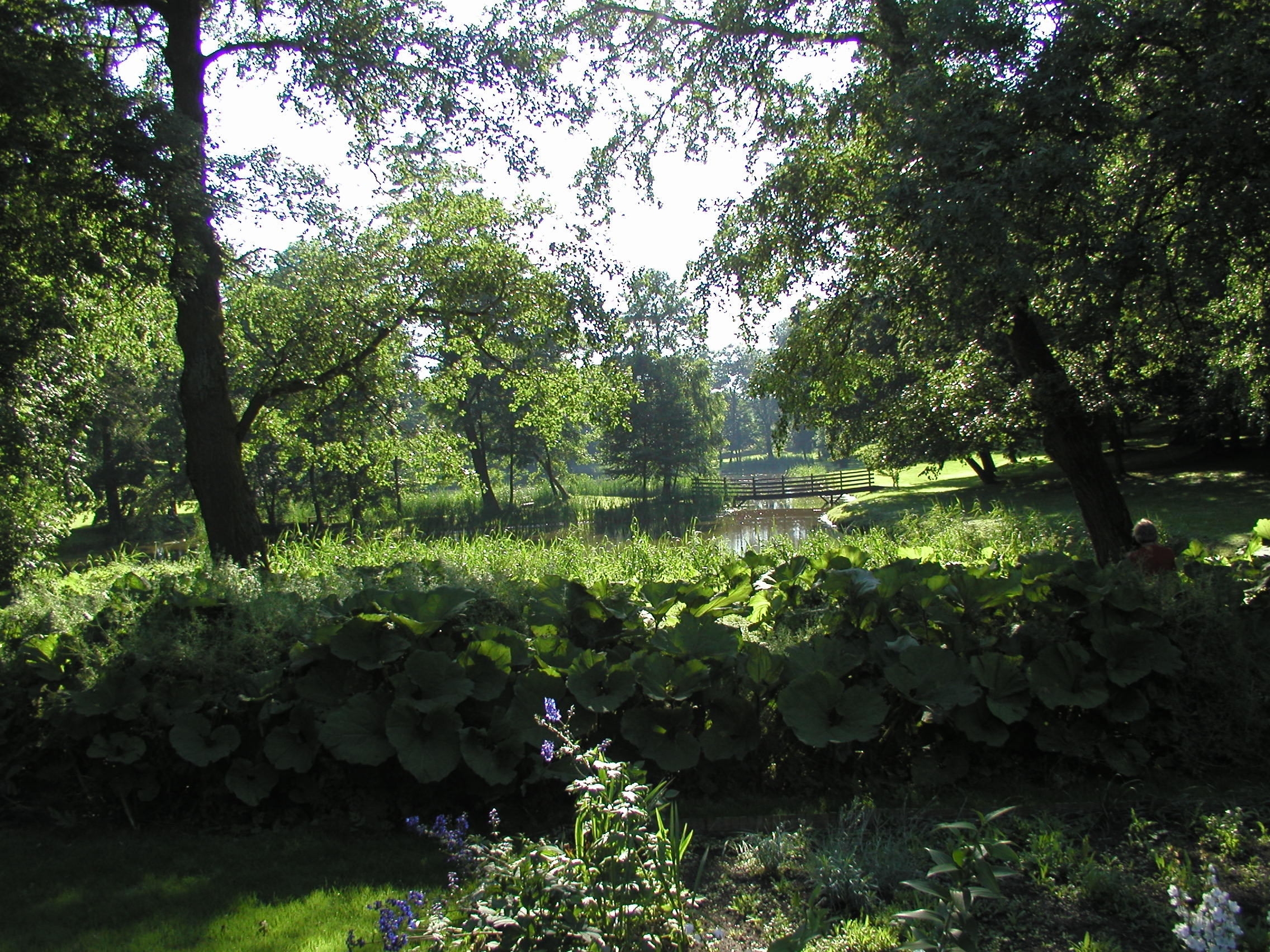
Park
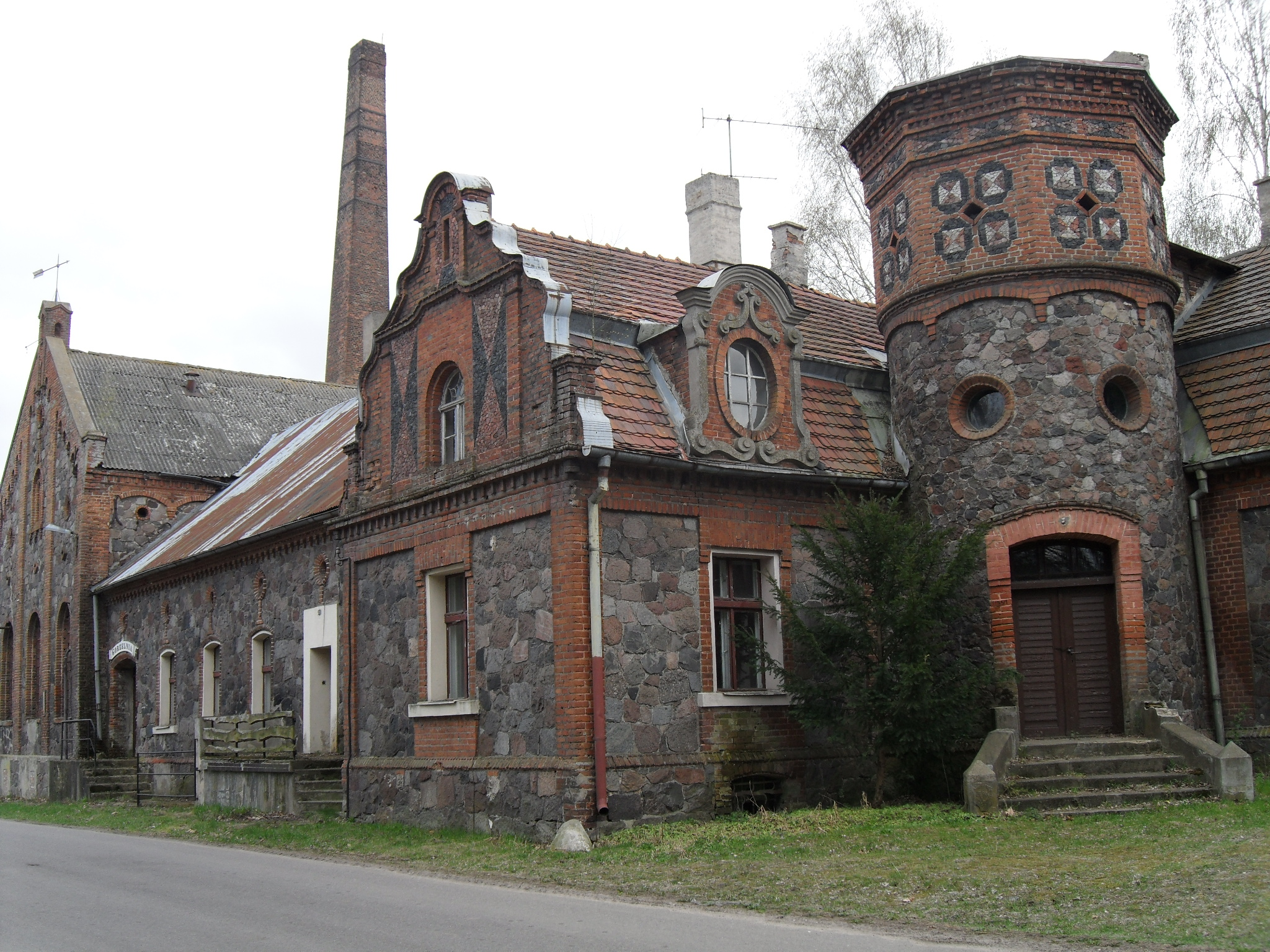
Dawna gorzelnia i olejarnia

'